# Calendari julià
El calendari julià, proposat per Juli Cèsar a l'AUC 708 (46 aC), va ser una reforma del calendari romà que va entrar en vigor l'1 de gener AUC 709 (45 aC), mitjançant un edicte. Va ser dissenyat amb l'ajut de matemàtics i astrònoms grecs, com ara Sosígenes d'Alexandria.
Va esdevenir el calendari predominant a l'Imperi Romà i, posteriorment, a la major part del món occidental durant més de 1.600 anys. En efecte,va ser utilitzat fins que, al 1582, el papa Gregori XIII va promulgar una modificació menor per a reduir la durada de l'any mitjà de 365,25 dies a 365,2425 dies i, per tant, es va corregir la deriva del calendari julià contra l'any solar. Aquest calendari gregorià revisat es va adoptar progressivament durant els segles posteriors, primer als països catòlics i, posteriorment, als països protestants del món cristià occidental.
El calendari julià encara es fa servir en parts de l'Església ortodoxa oriental i en parts de l'ortodòxia oriental, així com entre els amazics.
El calendari julià té dos tipus d'anys: un any normal de 365 dies i un any de traspàs de 366 dies. Segueixen un cicle senzill de tres anys normals i un de traspàs, donant un any mitjà de 365,25 dies. Això és més que el valor real de l'any solar de 365,24219 dies, la qual cosa significa que el calendari julià guanya un dia cada 128 anys. Per això a qualsevol esdeveniment donat esdevingut entre els anys 1901 i 2099, inclosos, la data segons el calendari julià és de 13 dies per darrere de la seva data gregoriana corresponent.

## Antecedents
Moltes cultures antigues tenien una mena de calendari lunar per a comptabilitzar el temps. Les proves històriques més antigues indiquen que el primer calendari solar va ser creat en l'antic Egipte, l'any 4241 aC.
Els antics pobles romans tenien diferents calendaris lunars, cada un amb el seu propi nombre de mesos o la seua pròpia duració de l'any i dels mesos. Per exemple, els habitants d'Alba Longa tenien un calendari de deu mesos, de 18 a 36 dies cada mes; els de Labinia en tenien un de 374 dies distribuït en tretze mesos; els etruscos basaven el recompte dels mesos en els períodes definits per la lluna plena. Tot i que l'aproximació de 365+1⁄4 dies per a l'any tròpic es coneixia des de feia molt de temps, els antics calendaris solars havien utilitzat períodes menys precisos, la qual cosa va provocar una desalineació gradual del calendari amb les estacions.

### Calendari romà
Els romans van descriure el seu primer any organitzat amb deu mesos fixos de 30 o 31 dies. Aquest sistema decimal s'adaptava a la pràctica romana general. Els quatre mesos de 31 dies (març, maig, Quintilis i octubre) es van anomenar "plens" (pleni) i els altres "buits" (cavi). Els seus 304 dies van constituir exactament 38 cicles nundinals. Normalment es diu que el sistema ha deixat els cinquanta dies imparells restants de l'any com un hivern no organitzat.
Per influència grega, el calendari de la República Romana seguia els calendaris grecs en assumir un cicle lunar de 29+1 ⁄ 2 dies i un any solar de 12+1 ⁄ 2 mesos sinodics (368+3 ⁄ 4 dies), que s'alineen cada quart any després de l'addició de dos mesos intercalars. Es van afegir dos mesos a cap d'any per completar el cicle durant l'hivern, gener i febrer, abans del mes intercalar inserit cada dos anys; Així es va establir un any que començava a la primavera (en el mes dedicat a Mart, és a dir el mes Martius = març), després seguia el mes que s'obre (Aprilis = abril), el del creixement (Majus = maig) i la de la florida (Junius = juny). Després els mesos seguien per ordre del cinquè al desè: Quinctilis (juliol), Sextilis (agost), September (setembre), October (octubre), November (novembre) i December (desembre); seguia el mes d'obertura dels treballs agrícoles (Januarius = gener) i el mes de les purificacions (Februarius = febrer). El mes intercalar no tenia nom però se l'anomenava Mercedonius per estar consagrat a la paga. La desigualtat entre l'any lunar de 355 dies i l'any tropical de 365+1⁄4 dies va provocar un dèficit durant quatre anys de (10+1⁄4 × 4) = 41 dies. Teòricament, 22 dies es van interpolar al calendari en el segon any del cicle de quatre anys i 23 dies en el quart. Això va produir un excés de quatre dies durant els quatre anys en línia amb l'excés normal d'un dia durant un any. Els reajustaments no van evitar el desfasament de temps i va succeir que l'hivern fora datat en la tardor astronòmica. Juli Cèsar va eliminar el desfasament ordenant una reforma en el calendari romà per a tot el territori, el 46 aC.

## Elaboració del calendari julià
Sosígenes d'Alexandria tenia coneixement de la reforma que havien fet al calendari egipci al congrés de Cànope feia dos segles i va assessorar Juli Cèsar per a adaptar aquesta reforma de Cànope al calendari romà i implantar-la com un nou calendari. Aquesta adaptació datava les estacions i les seues festes romanes corresponents concordant amb el moment astronòmic en què succeïen.
El nou calendari es va implantar el 46 aC amb el nom de julius i molt després de juliol, en honor de Juli Cesar. Únicament en aquest any, es van comptar 445 dies en comptes dels 365 normals, per a corregir els desfasaments del calendari anterior, i s'anomenà any de la confusió. Per a això, es van agregar dos mesos entre novembre i desembre, un de 33 dies i un altre de 34, a més del mes intercalat al febrer.
Des del 45 aC, es va acordar que tots els anys es comptaren de 365 dies, que únicament cada quatre anys se'n comptarien 366 i s'anomenaren anys bisextils, perquè es dataven dos dies consecutius com 23 de febrer (últim dia del calendari romà en aquell moment).
En aquella època el 23 de febrer s'anomenava sext calendes martii i quan era any bixest el dia addicional (366) s'anomenava bis-sext calendes, d'allí l'origen de bixest, també anomenat en català any de traspàs. Amb açò es va corregir de forma important, però no completament, la diferència de temps que anava acumulant l'excés de poc més d'un quart de dia que li sobrava a cada any. Per a saber sobre els errors no corregits per aquest calendari, consulteu sobre el calendari gregorià.
Però l'any 44 aC els pontífexs romans decideixen comptar bixest cada tercer any, en comptes del quart. Temps després, s'adonen del desfasament provocat fins al 10 aC i es corregeix en el 8 dC per ordre de Cèsar August, excloent-ne el dia addicional en cada quart any, durant 36 anys.

## Desenvolupament del calendari julià
Es pren com a cap de l'any l'1 de gener, en lloc del tradicional 1 de març. Consta de 365 dies dividits en dotze mesos, excepte els anys bisextils, que tenen 366 dies, i afegeixen un dia addicional al mes de febrer. El calendari julià compta com bisextils tots els quarts anys, inclusivament els seculars. Amb aquest calendari es comet un error de 7,5 dies cada 1.000 anys. Aquest desfasament acumulat va ser l'origen de la reforma del calendari julià al segle xvi i la implantació del calendari gregorià vigent actualment, establert pel papa Gregori XIII per un decret signat el 24 de febrer de 1582.
L'ordre dels mesos i la distribució dels dies del calendari Julià era el següent:
1. januarius (31 dies)
2. februarius (28) (o 29 els anys bisextils)
3. martius (31)
4. aprilis (30)
5. maius (31)
6. junius (30)
7. julius (31) (anteriorment quintilis)
8. augustus (30) (anteriorment sextilis)
9. september (31)
10. october (30)
11. november (31)
12. december (30)

La manera de comptar els dies va seguir la tradició romana fins que els visigots van introduir el costum de numerar els dies, que no seria oficial fins que l'adoptara Carlemany. No obstant això, fins ben entrada l'edat moderna, la manera de referir-se a un dia concret era al·ludint al sant que es commemorava. Així, per exemple, és molt comú trobar expressions com: arribem al dia de sant Froilà.

### Origen de juliol i d'agost
El mes de quintilis es va consagrar en honor de Juli Cèsar l'any 44 aC, i se'l va anomenar juliol per iniciativa de Marc Antoni, i el mes de sextilis es dedicà a Octavi August, per iniciativa del Senat en el 23 aC, i se l'anomena august, que evolucionà vers agost. Per a satisfer la vanitat d'Octavi August, es va donar al mes consagrat en el seu honor 31 dies, llevant-li'l a febrer, i perquè no hi haguera tres mesos seguits de 31 dies, setembre va passar a tenir 30 dies, octubre 31, novembre 30 i desembre 31.

### Implantació de la setmana
L'any 321, l'emperador Constantí I el Gran va implantar la setmana de set dies, copiada del calendari lunar jueu: diumenge, dilluns, dimarts, dimecres, dijous, divendres i dissabte.
A més, va decretar que el diumenge (dies solis) fora dia de descans per a adorar Déu, en detriment del dissabte, tradicional no sols entre els jueus sinó també entre els gentils. I és que si Jesucrist havia mort el sisè dia de la setmana jueua, havia ressuscitat en diumenge. D'altra banda, se satisfeia una altra religió molt popular: el culte a Mitra, que adorava el sol. Recordem que la setmana de set dies es trobava present en el calendari egipci.

### Modificacions fracassades en els noms dels mesos
Uns emperadors romans van modificar els noms d'alguns mesos durant el seu mandat:
- Calígula va anomenar germanicus al mes de setembre.
- Neró va anomenar claudius a maig i germanicus a juny.
- Domicià també va anomenar germanicus a setembre i domitianus a octubre.

Però les modificacions no van perdurar i es van restablir els noms anteriors.
Fins i tot Carlemany tractaria de donar nous noms als mesos: Wintarmanoth, Hornung, Lentzinmanoth, Ostarmanoth, Winemanoth, Brachmanoth, Heuvimanoth, Aranmanoth, Witumanoth, Wintumanoth, Windumemanoth, Herbistmanoth i Heilagmanoth.

## Taula de mesos
| Mesos (romà)                                          | Duració anterior a 45 AC                                                                                 | Duració a partir de 45 AC | Mesos (català) |
| ----------------------------------------------------- | --- | ------------------------- | -------------- |
| Ianuari                                               | 29 | 31                        | Gener          |
| Februarius                                            | 28 (en anys comuns) En anys intercalars: 23 si l'intercalar és variable 23-24 si l'intercalar està fixat | 28 (anys de traspàs: 29)  | Febrer         |
| Intercalars (Mercedonius) (només en anys intercalars) | 27 (o possiblement 27-28)                                                                                | -                         | -              |
| Martius                                               | 31 | 31                        | Març           |
| Aprilis                                               | 29 | 30                        | Abril          |
| Maius                                                 | 31 | 31                        | Maig           |
| Iunius                                                | 29 | 30                        | juny           |
| Quintilis (Iulius)                                    | 31 | 31                        | Juliol         |
| Sextilis (Augustus)                                   | 29 | 31                        | Agost          |
| September                                             | 29 | 30                        | Setembre       |
| October                                               | 31 | 31                        | Octubre        |
| November                                              | 29 | 30                        | Novembre       |
| Desembrer                                             | 29 | 31                        | Desembre       |
| Total                                                 | 355 o 377-378                                                                                            | 365–366                   | 365–366        |